# コーンウォール
コーンウォール（英語: Cornwall [ˈkɔrnˌwɔl, ˈkɔrnˌwəl]; コーンウォール語: Kernow [ˈkɛɹnɔʊ] ケルノウ）は、イングランド南西端の典礼カウンティかつ単一自治体である。連合王国の最も南および西に位置し、コーンウォール州とも呼ばれる。形容詞は英語で “Cornish”（「コーニッシュ」）である。独自の文化や言語、帰属意識を持った地域であり、イングランドの他の地域とは趣を異にしている。コーンウォール語で「Kernow」 あるいは「Curnow」と綴られる。6つのケルト地域のうちの1つである。名目上は、連合王国の国王の長男が世襲の爵位であるコーンウォール公として領有する。

## 名称と範囲
「Cornwall」は、日本語では「コーンウォール」のほか「コンウォール」「コーンワル」などの表記が行われている。イングランドの行政区分であると同時に、地質・地理上の概念でもあり、歴史的に独特の文化を擁する地方でもある。
地理的な概念としては「コーンウォール半島」（コンウォール半島、コーンワル半島、英: Cornwall Peninsula）と呼ばれることもあり、この文脈ではデヴォン（デヴォン州）地域も含めたより広い範囲を指すこともある。

### イングランドの地方区分
イングランドを大まかに北部、中部、東部、南部に区分すると、コーンウォールは南部 (Southern England) に属する。南部は南東部と南西部に区分されることもあり、この場合にはコーンウォールはイングランド南西部に位置する。1990年代に導入された新たな地方区分制度「リージョン」では、イングランドは9地方に区分されており、そのうちサウス・ウェスト・イングランド（南西イングランド）の一角を成す。南西イングランドは、文化的・地質的特徴によってさらに東西に区分される場合もあり、コーンウォールはデヴォンとともに南西イングランドの西部に位置づけられる。
イングランドの歴史的・古典的地方区分は19世紀に体系化されて「カウンティ」と呼ばれる地域に編成されている。コーンウォールは、行政カウンティ（administrative counties、1889年-1974年）、都市および非都市カウンティ（metropolitan and non-metropolitan counties、1974年-）、単一自治体（Unitary authority、1992年-）や典礼カウンティ（ceremonial counties）といった諸制度のもとで、いずれもコーンウォールという1区分として扱われている。特に行政区分としての文脈では「コーンウォール州」「コーンワルシャー」（「コーンワル」＋「シャー (Shire)」）などの表記が行われる場合もある。
半島の南西の沖合に位置するシリー諸島は、地方概念や典礼カウンティでは「コーンウォール」に含める一方、ディストリクト（行政区画）としてはコーンウォールとならび独立した単一自治体なっている。

### コーンウォール半島
コーンウォール半島（南西半島）はグレートブリテン島の南西部にある半島である。西と北（ケルト海・大西洋・ブリストル海峡）、南（イギリス海峡）を海に阻まれて地形的にイングランドから孤立していたため、古代から比較的独立した文化圏を形成していた。
半島の西の端部はペンウィズ半島 (Penwith peninsula) とも呼ばれる。その突端のランズエンド岬（英: Land's End）は「イギリス本土の最西端」「地の果て」として知られる。

## 地理

### 主な地形

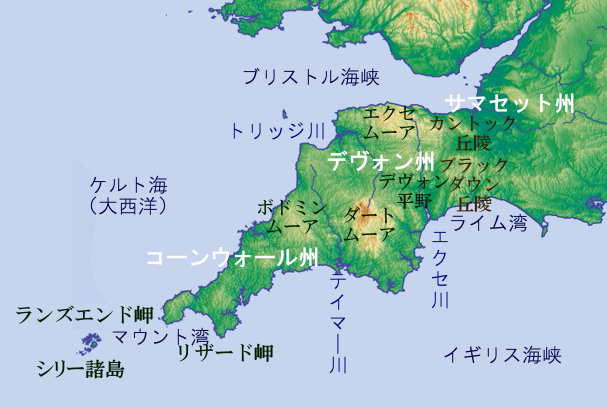
コーンウォール半島周辺の主要地形

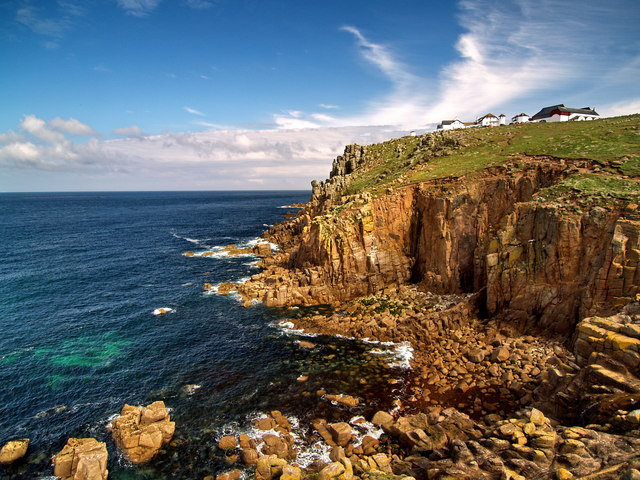
イングランド最西端のランズエンド岬

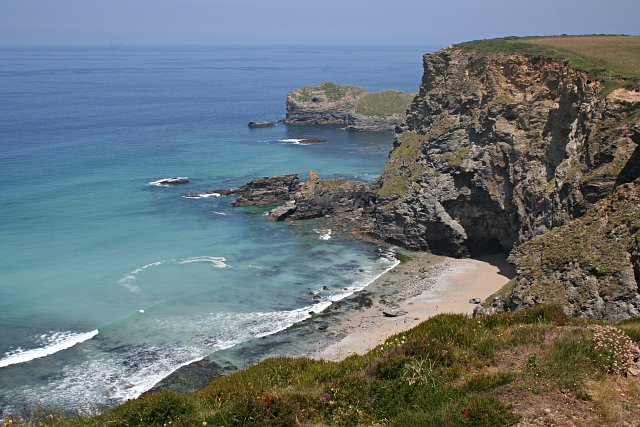
コーンウォールのリアス式海岸

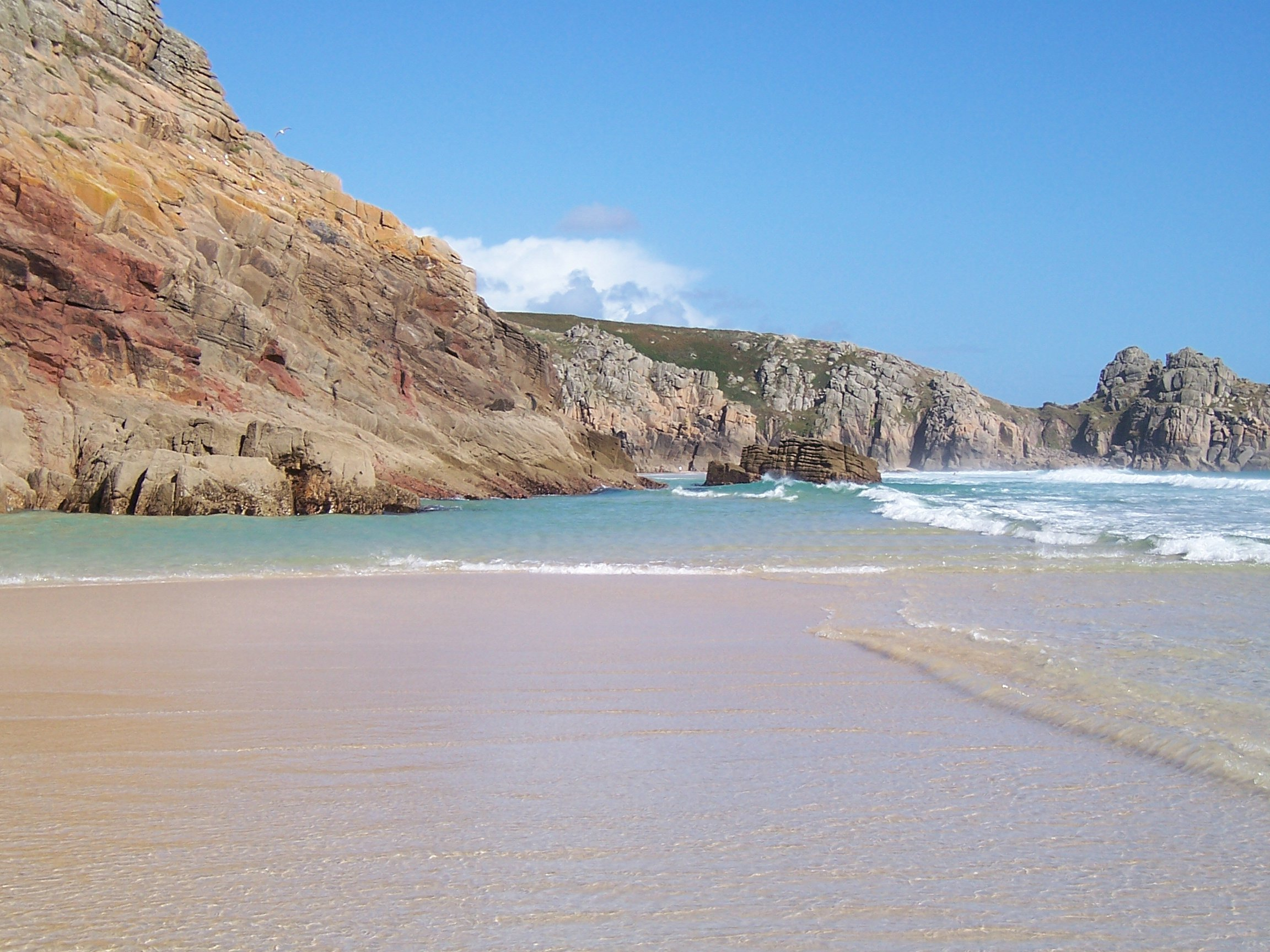
コーンウォールの荒々しい海岸

コーンウォール半島はイングランド本土からケルト海へ南西に伸びており、北側はブリストル海峡、南側はイギリス海峡に挟まれている。イングランド本土とつながる半島の東側には、カントック丘陵とブラックダウン丘陵と呼ばれる高地がある。
半島の中央部の高地はダートムーアと呼ばれ、高い地域では標高2000フィート（約600メートル）に達する。その東側をエクセ川が北から南へ流れている。エクセ川はサウス・ウェスト・イングランド（南西イングランド）を地質的に東西に分ける境界となっている。エクセ川流域の低地（デヴォン平野）にはデヴォン州の行政の中心都市エクセター（人口約12万）がある。
ダートムーアの西側を北から南へ流れるテイマー川は、デヴォン州とコーンウォール州の境になっている。河口部の港湾都市プリマス（デヴォン州、人口約25万）はコーンウォール半島最大の都市で、アルマダの海戦でスペイン艦隊を撃破したイングランド艦隊やアメリカへ移住したメイフラワー号の出発地として知られている。
半島の先端部は南北に分かれており、南側のリザード岬はイングランド本土の最南端、北側のランズエンド岬はイングランド本土の最西端となっている。両岬に挟まれた入江はマウント湾と呼ばれる。湾に浮かぶセント・マイケルズ・マウント（聖ミカエル島）は引潮時のみ本土とつながることから「イギリス版モン・サン＝ミシェル」と呼ばれる観光地になっている。

#### リアス式海岸
コーンウォール半島は、大西洋から来る西寄りの強い風によって引き起こされた波浪により海岸が激しく浸食されており、沿岸の大部分はリアス式海岸になっている。このため海岸線が1200キロメートルと長く、陸地面積に対する海岸の比率はイングランドで最大となっている。
海岸線が複雑に入り組み、険しい断崖と断崖の間の入江には浸食で生じた砂礫が堆積して砂浜ができて、天然の良港として利用されてきた。プリマスやファルマスなどの港町がその好例である。また、こうした複雑な海岸線は、歴史的に陸上交通路の発展を阻害し、この地方がイングランドの他の地域から孤立する要因にもなってきた。川の最下流に位置する橋が河口からかなり内陸に入り込んだ場所に架けられている場合も目立ち、エクセターやトゥルーロなどはその橋の周りに町が形成されたものである。近現代になってこうした河口部の入江に橋が建設されるようになっており、国道A38号 (A38 road) に設けられた Tamar Bridge がその代表例である。
また、強い浸食作用の帰結として古生代（5億-2.5億年前）に遡る古い岩盤が露出しており、リザード岬はイギリス諸島で最古の岩である蛇紋岩の発見地としてよく知られている。ダートムーアなど半島内の高地も、こうした浸食を耐えた火成岩から形成されており、一帯は花崗岩石材の供給地となってきた。
海岸線が入り組んでいることから、デヴォン平野の一部を除いて全ての地域が海岸線から20マイル（約32キロメートル）以内の範囲にあり、この地方の気候や産業に大きな影響を及ぼしている。

#### ダートムーア
ダートムーアとは原野や湿地からなる台地。面積945平方キロメートル、平均標高約520メートルで、最高点はトーと呼ばれる残丘の一つであるハイ･ウィルヘーズ峰。青銅器時代の遺跡が多く、中世には王室林やスズ産地として重要であったが、現在は樹木のない荒涼たる景観を示し、羊･小馬の放牧や花崗岩･陶土の採掘が行われる。また中央のプリンスタウンには1806年建設の刑務所があって、ナポレオン戦争時のフランス人捕虜などを収容した。

### コーンウォール州の地形

#### 沿岸部
北海岸と南海岸は異なる特徴を持っている。北海岸は大西洋の一部であるケルト海に面しており、厳しい自然にさらされている。一方、「コーニッシュ・リビエラ」とも呼ばれる南海岸は護られており、ファルマスやフォイのような安全な停泊地を提供する広い河口が存在する。

#### 内陸部
コーンウォール州の内陸部を構成するのは、不毛で吹きさらしの高地からなる東西の尾根で、ボドミンムーアのような一連の花崗岩の貫入を伴う。ボドミンムーアはコーンウォールで最も標高の高い土地である。ボドミンムーア、St Austell の北の Hensbarrow、Camborne の南の Carnmenellis、Penwith あるいはランズエンド半島、とおおよそ東から西に向かって標高が下がってゆく。これらの貫入は南西ブリテンの Cornubian バソリスの露出部分を成す花崗岩の露頭群の中央部にあたる。Cornubianバソリスは、東はデヴォン州のダートムーアから、西はシリー諸島を含み、後者は現在部分的に水没している。

## 都市と交通

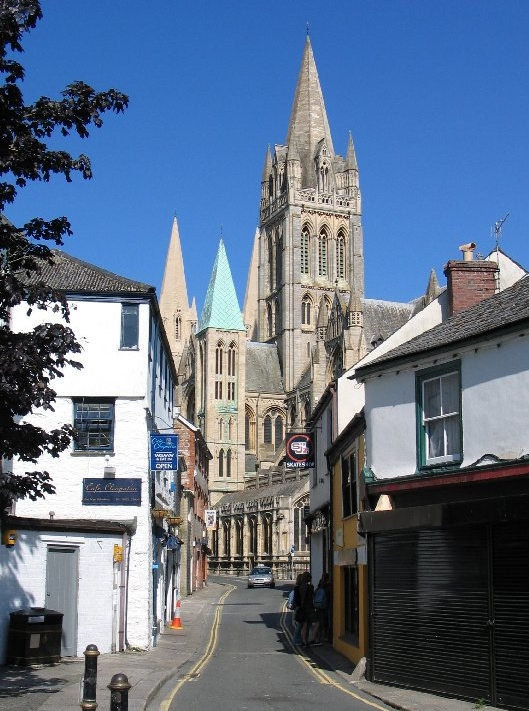
コーンウォールの行政中心地で、唯一のシティであるトゥルーロ

コーンウォール唯一のシティで、コーンウォール議会が置かれているのは、トゥルーロである。
ファルマス近辺は港が有名である。セント・ジャスト・イン・ペンウィズはイングランドで最も西にあるタウンであるが、最も大きいペンザンスが同じことを主張している。セント・アイヴズとパドストウは、今日で主に旅行やレジャー用の船が停泊する小さな港として賑わっている。マウゼルはスターゲイジー・パイ発祥の地としても知られる小さな漁村であり、ここを含めた一帯はコーンウォール特別自然美観地域に指定されている。北岸にあるニューキーやさらに北にあるビュードはビーチで有名で、サーフィンも人気である。セント・オーステルはカウンティ最大のタウンで、トゥルーロより人口が多く、コーンウォールの陶土産業の中心である。レドルースやカンボーンはコーンウォール最大の都市圏を形成しており、どちらも19世紀には国際的なスズ鉱業の中心地として重要なタウンであった。19世紀には近郊の銅山も非常に産出量が多かった。
コーンウォールはデヴォンのカウンティとテイマー川で接している。コーンウォールとグレートブリテンの他地域をつないでいる主な道路としてはA38である。トーポイント・フェリーはプリマスをハーモウズの対岸にあるトーポイントとつないでいる。イザムバード・キングダム・ブルネルが1859年に作った鉄道橋であるロイヤルアルバート橋はその他では唯一の主要な交通路である。主要なシティであるプリマスはコーンウォール東部に最も近い大都市圏である、病院、百貨店、道路・鉄道交通、文化施設などのサービスの点で重要な場所である。
ニューキー・コーンウォール国際空港はUK、アイルランド、ヨーロッパの他の地域とコーンウォールを空路でつないでいる。
ブリストル海峡の向こう側にあるカーディフとスウォンジーは、過去にコーンウォールとフェリーで接続されていたこともあるが、現在は運行していない。
シリー島はペンザンスからフェリーで、セント・ジャストに近いランズ・エンド空港とニューキー空港から飛行機で行くことができる。シリー島のセント・メアリーズ空港にはデヴォンのエクセター国際空港からも空港アクセスが可能である。
2021年6月の第47回先進国首脳会議は、カービス湾のカービスベイ・ホテルで開催された。

## 地域の旗

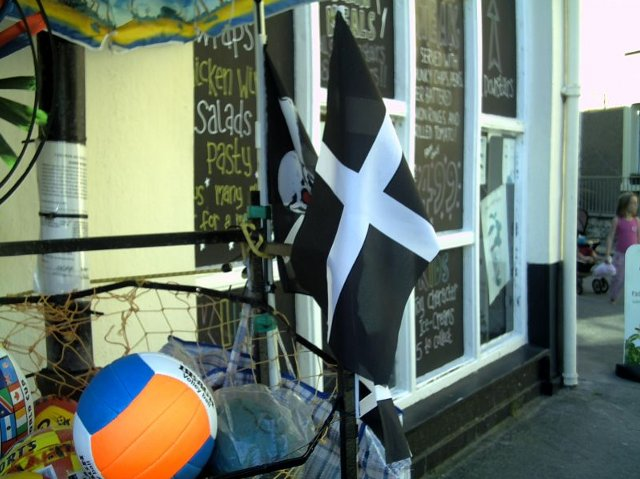
コーンウォールのカフェにある土産物の旗

聖ピランの旗は広くコーンウォールの旗として認められており、コーンウォール人の象徴として用いられる他、カウンティの旗としても用いられている。聖ピランの旗は黒地に白い十字である。聖ピランは、スズを見つけた際に黒炭や灰の中に白いスズがあるのを見てこのふたつの色を採用したと言われている。1826年、デイヴィーズ・ギルバートはこの旗を古くからの聖ピラン旗でコーンウォールの旗だと述べている。
コーンウォールの守護聖人は聖ミカエルや聖ペトロックであるという主張もあるが、聖ピランは三人の中でずば抜けてこの地域で人気があり、国際的に聖ピランの旗がコーンウォールの旗であると認められている。3月5日が聖ピランの日であり、世界中に移住したコーンウォールの人々がこれを祝う。

## 言語

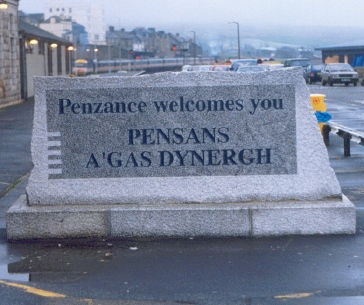
ペンザンスにあるコーンウォール語で書かれた看板

コーンウォール語は、ケルト系の言語であるが、ウェールズ語やブルトン語（ブレイス語）により近く、一方でアイルランド語やスコットランド・ゲール語とは関係性が低い。
コーンウォール語を共同体の言語として使用する地域は18世紀末まで存在し、1914年に最後の母語話者が亡くなったことが2011年にわかった。1904年にヘンリー・ジェナーの『コーンウォール語ハンドブック』(Handbook of the Cornish Language) が発表された後、コーンウォール語復興の機運が高まった。2000年の調査では、300人程度がコーンウォール語を流暢に操れると推定されている 。コーンウォール語は12の初等教育学校で教えられ、また宗教儀礼や地方自治体のイベントなどで使用されており、2002年に連合王国政府より少数派言語として公式に認知された。2005年には限られた額ではあるが政府からの拠出金も受け取った。正書法が2008年に定められた。
コーンウォールの鉱業で使用される単語の中には、英語でも鉱業用語として用いられているものがいくつかある。

## ナショナル・アイデンティティ

2011年の国勢調査で「コーンウォール人」(“Cornish”) だと答えた人の割合

コーンウォールは、ナショナリズム政党であるメビオン・ケルノウ (Mebyon Kernow)、セルティック・リーグ、インターナショナル・セルティック・コングレスなどいくつかの組織により、ブルターニュ、アイルランド、マン島、スコットランド、ウェールズと並んで6つのケルト民族地域 (Celtic nations) のひとつとして認められている。アストゥリアス州やガリシア州と並び、コーンウォールはマン島政府やウェールズ政府から8つのケルト民族地域のひとつとしても認可されている。。コーンウォールはケルト民族地域の一員として、毎年ブルターニュでケルト文化を祝うために開催されるロリアン間ケルトフェスティヴァルに参加している。
コーンウォール地方議会は、コーンウォールの独特な文化遺産と地域的特色を高く評価している。議会はコーンウォールの言語や風景、ケルト系のアイデンティティ、政治史、人々が住む有様、海運の歴史、工業遺産、非国教徒的な伝統などを「特徴的な」文化として位置づけている。しかしながら、コーンウォールに住む人々のうちどの程度の人数が自分たちのことを「コーンウォール人」(“Cornish”) と考えているのかについては不確定な部分も多い。国勢調査などの各種調査の結果は一定していない。2001年の国勢調査ではコーンウォールに住む7 %の人が自分たちをブリテン人 (British) やイングランド人 (English) というよりはコーンウォール人だと考えていると答えている。活動家たちの主張によると、これは国勢調査の公式フォームに「コーンウォール人」という明らかな選択肢がないためであり、人数を過小評価しているということになる。続いて行われた調査では44 %もの人々が自分たちをコーンウォール人だと考えているということが示された。コーンウォールには、国勢調査で「コーンウォール人」という選択肢があればこの問題は解決すると言う人も多い。コーンウォール人としてのアイデンティティを主張する人は3万7000人もいるという数字がしばしば引き合いに出されるが、こうした人々の考えに関連し、2011年の国勢調査の質疑提言にはエスニック・アイデンティティを選ぶプロセスの説明が含まれていた。
2014年4月24日に、コーンウォール人はEUの少数民族保護枠組条約で少数民族としての位置づけを認められた。